# Homéliaire
L'homéliaire ou homiliaire est un recueil d'homélies, celles-ci étant constituées d'un sermon et/ou commentaire de passages des Évangiles. Cependant, une compilation d'homélies ou de sermons n'est pas forcément un homéliaire. C'est lorsque le recueil est rédigé et organisé autour du cycle liturgique que l'on peut le qualifier d'homéliaire.

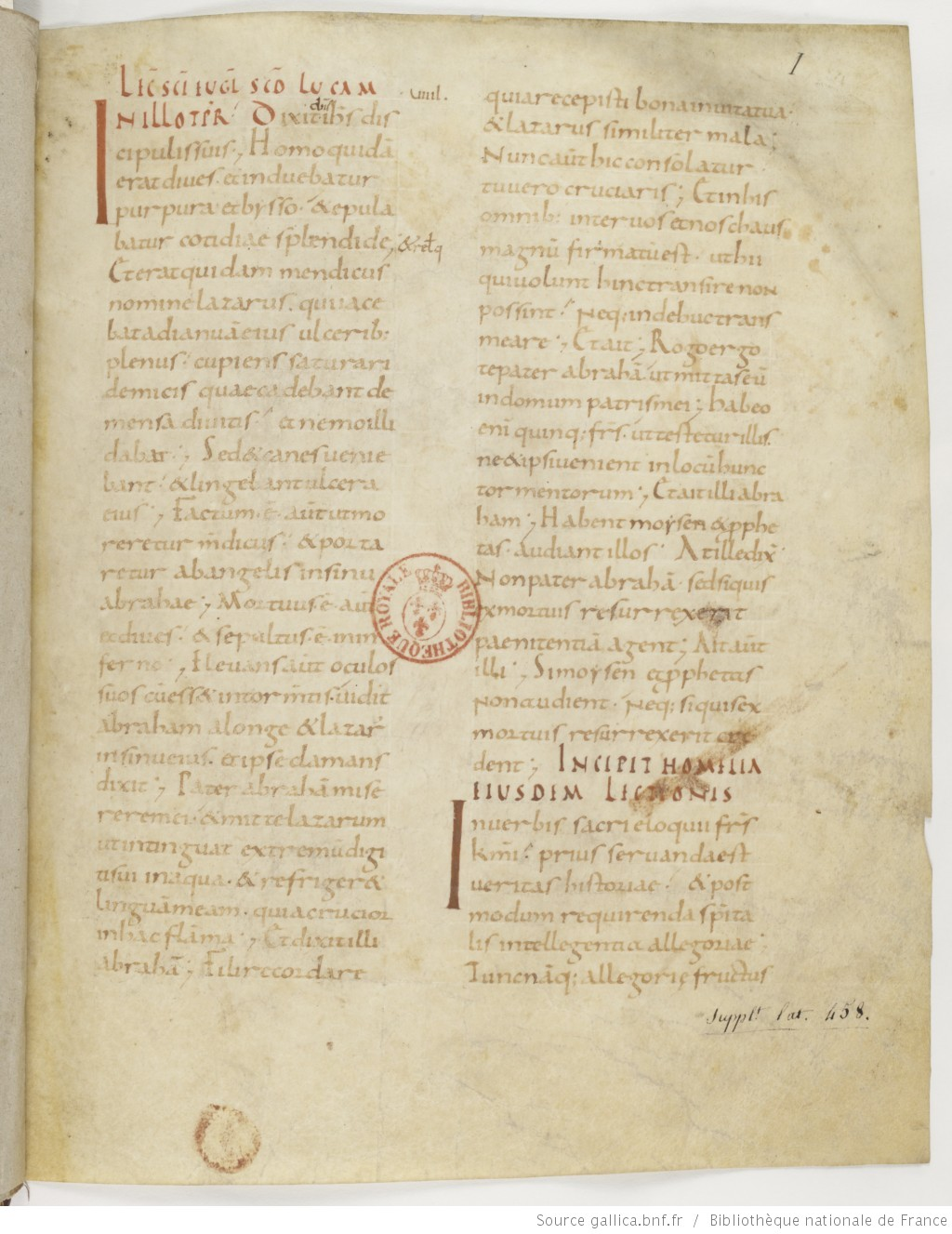
Première page de l'homéliaire carolingien de Paul Diacre.

Pour mieux définir le concept, il faut avant tout clarifier le terme d’homélie qui est un discours liturgique construit et exprimé pour les fidèles afin de les amener à appréhender les Évangiles dans leur compréhension globale et détaillée. Elle a pour rôle essentiel de sensibiliser le peuple à la foi chrétienne. Et ce dans le cadre de l'année liturgique, ponctuée par de nombreuses cérémonies telles que la messe dominicale ou des fêtes comme Noël, Pâques...

## Étymologie
Ce terme est apparu pour la première fois en 1866. Il peut également s’écrire sous la forme « homiliaire » et dérive du moyen français oméliaire (XVIe siècle) : il s'agit d'une révision sémantique de ce substantif. La racine du mot « homéliaire » provient du grec ομιλεω qui signifie haranguer.  
Par ailleurs, il y a un autre sens : homélie vient d'abord du latin homilia, lui-même dérivé du grec ancien ὁμιλία signifiant « rassemblement ».

## Historique
L’attribution de plus en plus rigoureuse de lecture propre des textes, selon les heures et les fêtes, nécessita la confection de recueils appropriés. Ainsi sont nés les homéliaires (ou homiliaires), afin d’offrir au célébrant un choix de commentaire patristique commodément accessibles pour la lecture à l’office. Il faut préciser qu'il existe des particularités propres à l'Église catholique ou orthodoxe de Byzance.

### En Occident
La lecture des homélies, durant la messe ou l'office, concerne les différents livres de la Bible relatés durant la liturgie. La singularité réside dans le fait que les homélies des Pères ( Saint-Augustin,  Saint-Jérôme, etc.) sont conservées dans les bibliothèques des monastères et utilisées en fonction du rythme des offices religieux. 
Une reconstitution de l'homéliaire romain, datant du VIe et VIIe siècles, est possible grâce à des manuscrits médiévaux qui ont été retrouvés.
Par la suite, dès le VIIIe siècle, apparaissent dans les églises franques de l'empire carolingien des adaptations locales au niveau des offices religieux. Voyant cela, entre 786 et 792, Charlemagne fait appel à un moine lombard, Paul Diacre, et lui commande de créer un homéliaire « type » pour homogénéiser et unifier la liturgie catholique. Elle sera dès lors calquée sur l'usage romain. Cet homéliaire innove en deux points essentiels : d'une part, il faut un seul texte patristique par jour, qui est adapté en fonction du calendrier. D'autre part, un nouveau changement pour les fêtes religieuses et tous les dimanches de l'année liturgique : il contient une homélie de l’Évangile du jour où un à deux versets rappellent le début du texte religieux.
Au IXe siècle, se dessinent progressivement des rituels dont la caractéristique s'inscrit dans le plan de la lectio divina : cela représente une seconde manière de lire les homélies, et ce, dans un style monastique bénédictin. En outre, le choix des textes patristiques à l'office varie selon les églises et les monastères. 
Ensuite, à partir du Xe et XIe siècle, afin d'affermir l'identité des traditions diverses, des textes d'auteurs viennent s'ajouter aux leçons patristiques. C'est également à cette époque que l'on commence à introduire dans le lectionnaire de l'office les homéliaires. Ce lectionnaire regroupe aussi les lectures bibliques et hagiographiques.

### Dans l'Empire byzantin
Dans l'empire, l'un des principaux devoirs de l'évêque consiste à enseigner la foi aux fidèles. Il revient à ce haut prélat de composer et de prêcher les homélies. Pour la composition, il n'existait pas de guide d'écriture à proprement parler, ni d'exercices oraux pour le prêche. En général, les aspirants évêques s'inspiraient d'homélies ayant eu du succès (datant principalement du IVe et Ve siècles) en calquant le contenu, la structure et le style. Les évêques n'étant pas tous des orateurs-nés, ils avaient la possibilité de déléguer leur fonction à des clercs, les didascales. Ils prenaient également en compte la dimension littéraire. Le contenu des écrits abordait divers sujets : cérémonies cultuelles, éloge d'un saint ou d'un défunt, point de doctrine ou morale, etc. 
À la fin du IVe et au début du Ve siècle, il existait dans l'empire byzantin plusieurs genres variés comprenant des exégèses et des sermons polémiques. À partir du VIe siècle, le style des homélies semble en majorité festif, étant donné le grand nombre d'homélies festives retrouvées. Au VIIe siècle par contre, la production d'homiliaires byzantins fut très pauvre, et ce probablement liée aux tensions politiques et problèmes économiques de cette période.  
Lors du VIIIe siècle (vers 750 environ), de nombreux auteurs importants tels que Germain II de Constantinople, André de Crète et Jean Damascène apportèrent une grande production d'homéliaires consacrés aux célébrations religieuses. La structure des productions était plus rigide mais le style littéraire plus travaillé et élaboré. Dès le IXe siècle, des recueils d'homélies de grands auteurs patristiques, classées selon l'année liturgique, virent le jour pour les prédicateurs en manque d'inspiration. Les deux plus grandes catégories sont les panégyriques, qui touchent au domaine des grandes fêtes fixes et hagiographiques ainsi que les homéliaires contenant des homélies consacrées aux fêtes mobiles pascales. 
D'autres types existent aussi : on distingue les catéchèses comme étant des oraisons monastiques adressées aux moines par leur higoumène (par ex. : Syméon le Nouveau Théologien et Théodore Studite) et l'homiliaire patriarcal, propre au  patriarche constantinopolitain.

## Influence
Par la seule lecture des éditions critiques des textes des Pères, on peut constater l'influence des homéliaires dans la transmission et la conservation de ces écrits patristiques. Et il est intéressant de remarquer que la majorité des collections de textes non liturgiques des bibliothèques médiévales étaient basées sur les homiliaires, ce qui prouve l'importance de ces ouvrages dans la chrétienté puisque les textes de patrologie sont à la base de la doctrine chrétienne.